# Боґуфалув
Боґуфалув (пол. Bogufałów) — село в Польщі, у гміні Пшиґодзиці Островського повіту Великопольського воєводства.
Населення — 280 осіб (2011).
У 1975-1998 роках село належало до Каліського воєводства.

## Демографія
Демографічна структура станом на 31 березня 2011 року:
|          | Загалом | Допрацездатний вік | Працездатний вік | Постпрацездатний вік |
| -------- | ------- | ------------------ | ---------------- | -------------------- |
| Чоловіки | 147     | 39                 | 101              | 7                    |
| Жінки    | 133     | 37                 | 73               | 23                   |
| Разом    | 280     | 76                 | 174              | 30                   |